# 恩根站

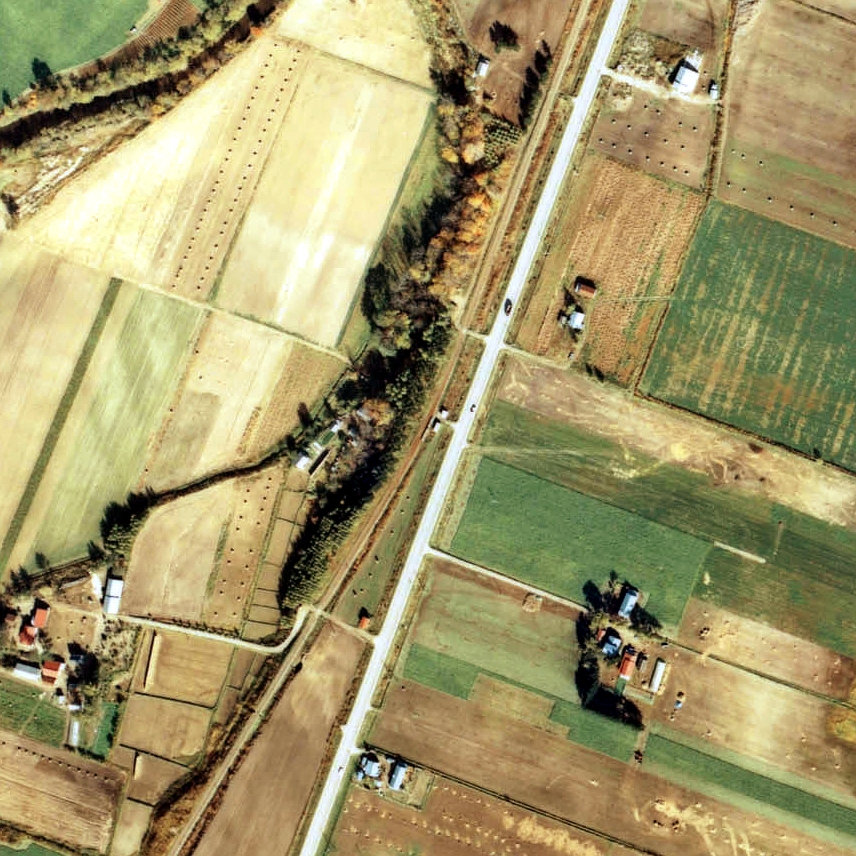
1977年的恩根站與方圓約500米範圍。下方為北見相生方向。

恩根站（日语：／ Onne eki */?）是位於北海道網走郡津別町字恩根，日本國有鐵道（國鐵）的相生線車站（廢站）。隨著相生線廢線，車站在1985年（昭和60年）4月1日廢除。
部分普通列車通過此站，截至1985年（昭和60年）3月14日時間表修正，下行2班和上行1班列車通過此站）。

## 歷史
- 日期不詳 - 日本國有鐵道相生線恩根臨時乘降場（局（日语：鉄道管理局）設定）啟用。
- 1956年（昭和31年）9月20日 - 升級為車站，名為恩根站。當時為旅客車站。
- 1985年（昭和60年）4月1日 - 相生線全線廢除，此站也廢除。

## 車站構造
截至車站廢除前，車站是一座地面車站，設有1面1線的單式月台。月台位於路軌西邊（北見相生方向的列車會開啟右邊車門）。此站是無人車站。

## 站名的由來
車站名稱取自所在地名。
當時和人入植時，當地流過的網走川支流——恩根木檎川的名稱源自阿伊努語的「オンネキキン（onne-kikin）」，其意思是大、木檎川。並猜測地名取自該河流的簡稱。
相對於阿伊努語的「オンネキキン」，本岐地區的名稱來源也是相近。本岐地區的名稱源自阿伊努語的「ポンキキン（pon-kikin）」，其意思是小、木檎川。詳情參見本岐站#翻木檎川。

## 車站周邊
- 國道240號（日语：国道240号）
- 津別町巴士（舊・津別町營巴士）（日语：津別町営バス）「恩根入口」巴士站

## 現況
車站設施已經撤走。現時遺址變成農地。

## 相鄰車站
日本國有鐵道
相生線 
津別－高校前臨時乘降場－恩根－本岐

## 注腳
1. ↑  書籍《廃線終着駅を訊ねる 国鉄・JR編》（著：三宅俊彥，JTB出版，2010年4月發行）47頁。
2. ↑  書籍《国鉄全線各駅停車1 北海道690駅》（小學館，1983年7月發行）159頁。
3. 1 2   (PDF). アイヌ語地名リスト. 北海道 環境生活部 アイヌ政策推進室. 2007  [2018-12-02]. （原始内容 (PDF)存档于2018-05-04） （日语）.
4. ↑   (PDF). アイヌ語地名リスト. 北海道 環境生活部 アイヌ政策推進室. 2007  [2018-12-02]. （原始内容 (PDF)存档于2016-05-27） （日语）.